# Гай Антистий Вет (консул-суффект 30 года до н. э.)
Гай Анти́стий Вет (лат. Gaius Antistius Vetus; умер после 25 года до н. э.) — римский военачальник и политический деятель из плебейского рода Антистиев, консул-суффект 30 года до н. э. Участвовал в гражданских войнах на стороне Гая Юлия Цезаря, позже — на стороне республиканцев. После 42 года до н. э. стал сторонником Октавиана. Вёл успешные войны в Альпах и в Астурии.

## Биография
Гай Антистий принадлежал к незнатному плебейскому роду. Его отец, носивший тот же преномен, был пропретором Дальней Испании в 69/68 году до н. э. и под его началом в этой провинции служил квестор Гай Юлий Цезарь.
Гай Антистий впервые упоминается в сохранившихся источниках в связи с событиями 61 года до н. э. Тогда Гай Юлий Цезарь после претуры получил в управление Дальнюю Испанию, а Гая сделал своим квестором в знак благодарности к его отцу. В 56 году до н. э. Вет занимал должность народного трибуна.
В 45 году до н. э., во время гражданской войны, Цезарь направил Вета в Сирию — предположительно с полномочиями пропретора. Гаю Антистию пришлось воевать с поднявшим мятеж Квинтом Цецилием Бассом; он осадил противника в Апамее, но был вынужден отступить из-за прихода на помощь Бассу парфян. Тем не менее в какой-то момент солдаты провозгласили Вета императором.
Возвращаясь в Рим в 44 году до н. э., Гай Антистий встретился на Балканах с Марком Юнием Брутом, незадолго до того принимавшим участие в убийстве Цезаря. Он передал Бруту государственные деньги, которые вёз с собой (доходы с провинции), и пообещал лично к нему присоединиться, если в Риме не будут назначены на ближайшее время выборы преторов. В 43 году до н. э. Вет сдержал это своё обещание и стал легатом в армии Брута. После разгрома при Филиппах он перешёл на сторону Марка Антония и Октавиана.
По данным Аппиана, в 30-е годы до н. э. некто Ветер командовал римской армией в войне против альпийского племени салассов. Этот военачальник с помощью хитрости занял горные перевалы и осаждал врага на вершинах гор два года, после чего салассы согласились принять римские гарнизоны. Предположительно речь идёт о Гае Антистии, который мог быть наместником Трансальпийской Галлии в 35—33 годах до н. э.. В 30 году до н. э. Вет занимал должность консула-суффекта совместно с Марком Туллием Цицероном Младшим.
В 26 году до н. э. Гай Антистий был назначен наместником Ближней Испании. Таким образом, он стал одним из немногих людей консульского ранга, которым дали в управление провинцию с армией во времена правления Августа. Годом позже Гай вместе с Публием Каризием закончил полной победой войну с астурами на севере Испании.
Предположительно именно как будущего консула-суффекта 30 года до н. э. следует идентифицировать того Антистия Вета, которому досталась вилла Марка Туллия Цицерона Старшего близ города Путеолы после гибели владельца.
У Гая Антистия был сын того же имени, консул 6 года до н. э.